# Michele Lalli
Michele Lalli, nato Michelangelo Lalli (Bonefro, 29 gennaio 1926 – Roma, 1º settembre 1964), è stato un giornalista e scrittore italiano.

## Biografia
Michele Lalli nasce il 29 gennaio 1926 a Bonefro, un piccolo comune della provincia di Campobasso, da una famiglia modesta. Il padre Francesco era una guardia forestale e la madre Maria Celeste Cifelli morì che era ancora un bambino. Durante la seconda guerra mondiale fu preso sedicenne prigioniero da i nazisti e fu mandato in campo di lavoro TODT a Berlino che produceva materiale bellico. Dopo una fuga fallita fu tradotto con un vagone piombato nel campo di lavoro forzato (lager nazista) di Maltheuren-Zaluzi, da dove uscì vivo.
Nel 1945, terminata la guerra, rientrò in Italia e dopo vari lavori saltuari andò a Pizzoli, dove prese contatto con il Partito Comunista Italiano.
Nel 1947 si trasferì a Roma e lavorò nella camera mortuaria dell’ospedale Fatebenefratelli ubicato sull’Isola Tiberina. In questo periodo inviò un racconto al settimanale della Federazione Italiana Giovani Comunisti Pattuglia, che lo pubblicò. Pochi mesi dopo fu assunto come fattorino e poi fu nominato redattore. Nel 1954 fu assunto come redattore del periodico per ragazzi Avanguardia, di cui divenne poi caporedattore. Nel 1956 fu assunto nella redazione romana de L'Unità.
Oltre che svolgere l’attività di giornalista, iniziò anche una sua produzione letteraria. Nel 1946 si iscrive a un concorso per racconti de l'Unità e nel 1949 partecipa al premio di poesia Natale, organizzato da l’ Unità, nel 1950 vince il premio Gioventù Nuova con un racconto. Nel 1960 si piazza al primo posto nel premio Teramo un racconto inedito per la narrativa con il racconto Costruivano una diga; nel 1961 vince il premio UDI Salerno e nel 1963 il premio Stradanova con il racconto - La doma. 
Muore a Roma il 1 settembre 1964.

## Opere
- Michele Lalli, Racconti a cura di Roberta Nuovavia e Alberto Sana - 2024

- Michele Lalli ha scritto numerosi racconti e articoli che ha pubblicato in giornali e in numerosi periodici per ragazzi:

Pattuglia, Gioventù Nuova, Pioniere, il Pioniere dell'Unità e l'Unità:
1. In Pattuglia troviamo i seguenti racconti e articoli[6]:

| Articolo  | Articolo   | La pentola bolle                                              | 1951 | 9  | Pag. 11 |
| Racconto  | Racconto   | L'Agente                                                      | 1948 | 12 | Pag. 3  |
| Articolo  | Articolo   | 2.000.000 per Patt.                                           | 1948 | 15 | Pag. 2  |
| Articolo  | Articolo   | Sangue nella carbonaia                                        | 1948 | 15 | Pag. 3  |
| Cinema    | Racconto   | Cineracconto. La Perla                                        | 1949 | 3  | Pag. 3  |
| Cinema    | Racconto   | Cineracconto. Il fiume rosso                                  | 1949 | 4  | Pag. 3  |
| Cinema    | Racconto   | Cineracconto. Fuoco ad oriente                                | 1949 | 6  | Pag. 3  |
| Cinema    | Racconto   | Cineracconto. Emigrantes                                      | 1949 | 9  | Pag. 3  |
| Articolo  | Articolo   | Sotto gli occhi esterrefatti dei celerini i braccianti...     | 1949 | 11 | Pag. 4  |
| Articolo  | Articolo   | Ecco i Film da vedere                                         | 1949 | 13 | Pag. 3  |
| Articolo  | Articolo   | Una forte F.G.C. dono dei giovani a Togliatti                 | 1949 | 16 | Pag. 4  |
| Articolo  | Articolo   | Ecco come i giovani rispondono ai guerrafondai                | 1949 | 17 | Pag. 1  |
| Articolo  | Articolo   | Grandiosi preparativi dei giovani ungheresi                   | 1949 | 20 | Pag. 1  |
| Rubrica   | Articolo   | Colloquio con lettori.                                        | 1949 | 23 | Pag. 2  |
| Articolo  | Articolo   | Gli amici di Hitler in ferie nelle celle dei Gesuiti Romani   | 1949 | 24 | Pag. 3  |
| racconto  | Articolo   | Razzia                                                        | 1949 | 25 | Pag. 7  |
| Articolo  | Articolo   | 300 miliardi per la guerra                                    | 1949 | 27 | Pag. 1  |
| Arte      | Articolo   | Contributo a un dibattito                                     | 1949 | 28 | Pag. 7  |
| Racconto  | Articolo   | Per restare uomini liberi si lottava nei Lager                | 1949 | 29 | Pag. 6  |
| Calcio    | Articolo   | Macchine ferme … e i giovani livornesi                        | 1949 | 30 | Pag. 3  |
| Articolo  | Articolo   | Fanfani mette i collocatori al servizio degli agrari pugliesi | 1949 | 31 | Pag. 6  |
| Articolo  | Articolo   | Nella Puglia dei grandi Agrari, la gioventù vuole vivere      | 1949 | 32 | Pag. 4  |
| Poesia    | Articolo   | C'è un ottobre per tutti                                      | 1949 | 33 | Pag. 6  |
| Articolo  | Articolo   | Colloqui con i lettori. Anarchia e rivoluzione                | 1950 | 6  | Pag. 2  |
| Articolo  | Articolo   | Colloqui con i lettori. Hiro Hito, crimina è di guerra        | 1950 | 9  | Pag. 2  |
| Articolo  | Articolo   | Venivo dallo Straflager…,,                                    | 1950 | 19 | Pag. 8  |
| Articolo  | Articolo   | Giro del mondo in moto                                        | 1950 | 23 | Pag. 6  |
| Cinema    | Articolo   | Mai tardi per tornare                                         | 1950 | 32 | Pag. 13 |
| Articolo  | Articolo   | Elena non ha mai visto il mare                                | 1950 | 33 | Pag. 7  |
| Articolo  | Articolo   | Cristo tra i muratori                                         | 1950 | 45 | Pag. 12 |
| Articolo  | Articolo   | Raccontare                                                    | 1950 | 49 | Pag. 13 |
| Cinema    | Articolo   | Minatori sulla neve                                           | 1950 | 50 | Pag. 16 |
| Testo     | Articolo   | Il cavaliere della Speranza 1ª puntata                        | 1952 | 21 | Pag. 13 |
| Testo     | Articolo   | Il cavaliere della Speranza 2ª puntata                        | 1952 | 22 | Pag. 12 |
| Testo     | Articolo   | Il cavaliere della Speranza 3ª puntata                        | 1952 | 23 | Pag. 12 |
| Testo     | Articolo   | Il cavaliere della Speranza 4ª puntata                        | 1952 | 24 | Pag. 11 |
| Testo     | Articolo   | Il cavaliere della Speranza 5ª puntata                        | 1952 | 25 | Pag. 12 |
| Testo     | Articolo   | Il cavaliere della Speranza 6ª puntata                        | 1952 | 26 | Pag. 12 |
| Testo     | Articolo   | Il cavaliere della Speranza 7ª puntata                        | 1952 | 27 | Pag. 11 |
| Testo     | Articolo   | Il cavaliere della Speranza 7ª puntata                        | 1952 | 28 | Pag. 10 |
| Testo     | Articolo   | Il cavaliere della Speranza 8ª puntata                        | 1952 | 29 | Pag. 13 |
| Testo     | Articolo   | Il cavaliere della Speranza 8ª puntata                        | 1952 | 30 | Pag. 12 |
| Testo     | Articolo   | Il cavaliere della Speranza 8ª puntata                        | 1952 | 31 | Pag. 13 |
| Testo     | Articolo   | Il cavaliere della Speranza 9ª puntata                        | 1952 | 32 | Pag. 12 |
| Testo     | Articolo   | Il cavaliere della Speranza 10ª puntata                       | 1952 | 33 | Pag. 12 |
| Testo     | Articolo   | Il cavaliere della Speranza 11ª puntata                       | 1952 | 34 | Pag. 12 |
| Testo     | Articolo   | Il cavaliere della Speranza 12ª puntata                       | 1952 | 35 | Pag. 10 |
| Testo     | Articolo   | Il cavaliere della Speranza 13ª puntata                       | 1952 | 36 | Pag. 10 |
| Articolo  | Articolo   | Hanno inventato le dimissioni di Berlinguer                   | 1952 | 43 | Pag. 7  |
| Alpinismo | Fotografia | Due uomini hanno conquistato la vetta più alta del mondo      | 1953 | 24 | Pag. 8  |
| Articolo  | Articolo   | Da Praga a Bucarest                                           | 1953 | 26 | Pag. 3  |
| Articolo  | Articolo   | Tutte le strade portona a Bucarest                            | 1953 | 28 | Pag. 3  |
| Articolo  | Articolo   | Di chi è la colpa?                                            | 1953 | 30 | Pag. 7  |
| Articolo  | Articolo   | Morte nella cartiere                                          | 1953 | 37 | Pag. 6  |
| Articolo  | Articolo   | Borgate amare                                                 | 1953 | 38 | Pag. 6  |
| Racconto  | Articolo   | Mio zio Joe                                                   | 1953 | 43 | Pag. 12 |
| Articolo  | Articolo   | I loro compagni di battaglia                                  | 1953 | 47 | Pag. 5  |

1. In Gioventù Nuova troviamo i seguenti racconti e articoli[7]:

| Racconto | Testo | Fare l'uomo                        | 1949 | 5     | Pag. 27 |
| Articolo | Testo | Anche in Giappone. No alla guerra! | 1951 | 07:08 | Pag. 9  |

1. Nel Pioniere e nel Pioniere dell'Unità troviamo i seguenti racconti e articoli[8][9]:

| Racconto             | Testo                | La colazione                | 1954 | 42 | Pag. 11 |
| Racconto sportivo    | Testo                | La bandiere                 | 1955 | 17 | Pag. 7  |
| Articolo Scientifico | Testo                | Appuntamento al Polo Sud    | 1956 | 4  | Pag. 11 |
| Divulgazione         | Testo                | Cosmoscienza                | 1959 | 5  | Pag. 8  |
| Racconto             | Testo                | Passare il Fiume            | 1965 | 8  | Pag. 4  |
| Racconto             | Illustratore e testo | Da grande farò l'astronauta | 1963 | 1  | Pag. 4  |
| Racconto             | Testo                | L'armistizio                | 1964 | 17 | Pag. 3  |
| Racconto partigiano  | Testo                | Mia sorella staffetta       | 1964 | 32 | Pag. 6  |

- Elenco di alcuni dei più importanti articoli e racconti di Michele Lalli pubblicati sull'Unità:
  - Dietro al mito l'angoscia della solitudine, Marilyn Monroe articolo del 6 agosto 1962
  - L'Attesa, racconto di Michele Lalli pubblicato il 1 novembre 1964
  - Un satellite italiano sarà lanciato nel 1963 pubblicato il 12 aprile 1962 pag. 13
  - Ore decisive per i sepolti articolo pubblicato l' 7 novembre 1963 pag. 13
  - Tutti salvi gli undici sepolti di Lengede articolo pubblicato l'8 novembre 1963 pag.11
  - Ultimo articolo scritto da Michele Lalli sull'Unità, Fiumana di popolo in via delle Botteghe Oscure il 23 agosto 1964